# Miconia salicifolia
Miconia salicifolia là một loài thực vật có hoa trong họ Mua. Loài này được (Bonpl. ex Naudin) Naudin mô tả khoa học đầu tiên năm 1871.